# Olivie Lukášová
Olivie Lukášová (Vsetín, 4 giugno 2001) è una calciatrice ceca, portiere della Roma e della nazionale ceca.

## Carriera
Lukášová è cresciuta nel settore giovanile dello Slavia Praga, con cui ha debuttato in prima squadra nel 2019 e ha giocato fino alla stagione 2023-2024.
Il 5 luglio 2024, viene ingaggiata a titolo definitivo dalla Roma, in Serie A, con cui firma un contratto triennale: nell'occasione, diventa la prima giocatrice ceca nella storia del club giallorosso.

## Statistiche

### Presenze e reti nei club
| Stagione            | Squadra             | Campionato          | Campionato | Campionato | Coppe nazionali | Coppe nazionali | Coppe nazionali | Coppe internazionali | Coppe internazionali | Coppe internazionali | Altre coppe | Altre coppe | Altre coppe | Totale | Totale  |
| Stagione            | Squadra             | Comp                | Pres       | Reti       | Comp            | Pres            | Reti            | Comp                 | Pres                 | Reti                 | Comp        | Pres        | Reti        | Pres   | Reti    |
| ------------------- | ------------------- | ------------------- | ---------- | ---------- | --------------- | --------------- | --------------- | -------------------- | -------------------- | -------------------- | ----------- | ----------- | ----------- | ------ | ------- |
| 2019-2020           | Slavia Praga        | ILZ                 | 7          | -4         | CRC             | ?               | ?               | UWCL                 | 3                    | -7                   | -           | -           | -           | 10+    | -11+    |
| 2020-2021           | Slavia Praga        | ILZ                 | 8          | -3         | CRC             | ?               | ?               | -                    | -                    | -                    | -           | -           | -           | 8+     | -3+     |
| 2021-2022           | Slavia Praga        | ILZ                 | 16         | -5         | CRC             | 2               | 0               | UWCL                 | 2                    | -7                   | -           | -           | -           | 20     | -12+    |
| 2022-2023           | Slavia Praga        | ILZ                 | 15         | -10; 1     | CRC             | 3               | -1              | UWCL                 | 8                    | -8                   | -           | -           | -           | 26     | -19; 1  |
| 2023-2024           | Slavia Praga        | ILZ                 | 14         | -7         | CRC             | 2               | -0              | UWCL                 | 8                    | -13                  | -           | -           | -           | 24     | -20     |
| Totale Slavia Praga | Totale Slavia Praga | Totale Slavia Praga | 60         | -29; 1     |                 | 7+              | -1+             |                      | 21                   | -35                  |             | 0           | 0           | 88+    | -65+; 1 |
| 2024-2025           | Roma                | A                   | 0          | 0          | CI              | 0               | 0               | -                    | -                    | -                    | SI          | 0           | 0           | 0      | 0       |
| Totale carriera     | Totale carriera     | Totale carriera     | 60         | -29; 1     |                 | 7+              | -1+             |                      | 21                   | -35                  |             | 0           | 0           | 88+    | -65+; 1 |

## Palmarès

### Club
- Campionato ceco: 4

Slavia Praga: 2019-2020, 2021-2022, 2022-2023, 2023-2024
- Coppa della Repubblica Ceca femminile: 2

Slavia Praga: 2022-2023, 2023-2024